# ワケありバンジー
ワケありバンジー（WAKEARI BUNGEE）は、2010年7月、日本の一部地域で放送開始された秋元康が原案・監修するテレビのドキュメンタリーバラエティ番組である。「ワケ」（訳）を抱えた人がバンジージャンプを跳ぶことでその「ワケを解決する」。司会はルー大柴と武藤乃子。制作は、後述するワケありバンジー制作委員会である。

## 概要
何かしらのワケを抱えた人がバンジージャンプを跳ぶことでそのワケを「解決」する。ワケありジャンパー（ワケがある人）は、群馬県みなかみ町にある日本で一番高い（42m）バンジージャンプからジャンプを跳ぶ。その誠意のあかしである本人が跳んだVTRをもったバンジーエンジェル（ワケの解決を手伝う係）がワケありリレーシャン（ワケに関係する人）のところに行ってそのワケの解決に努める。
番組ロゴに「チェブラーシカ」で有名なワニのゲーナがワケありジャンパーの幸福を祈るハッピーゲーナとして登場している。

## 出演者

### MC
- ルー大柴・・・バンジーマイスター
- 武藤乃子・・・バンジーママ

### バンジーエンジェル
- 佐藤由加理（SDN48）
- 鎌田奈津美
- 野呂佳代（SDN48）
- 小泉麻耶
- 中島愛里
- 中村知世
- 西田麻衣
- 宮崎美穂（AKB48）
- 辰巳奈都子
- 谷桃子
- 笠原美香
- 川村ゆきえ
- 大堀恵（SDN48）
- 吉木りさ
- 佐藤夏希（AKB48）

### ナレーター
- うすいたかやす

## ワケありバンジー制作委員会各社
当番組では、テレビ局やプロダクション会社等全18社で構成される制作委員会が制作とされている。

### テレビ局
テレビ埼玉（テレ玉）、千葉テレビ放送（チバテレ）、テレビ神奈川（tvk）、三重テレビ放送、京都放送（KBS京都）、サンテレビジョン（サンテレビ） - 以上、東名阪ネット6各局
北海道放送、RKB毎日放送

### テレビ局以外
ジェイアール東日本企画、株式会社クレイ、株式会社スリーフィールド、株式会社フロンティアワークス、株式会社エンスカイ、株式会社フリーハンド、株式会社渋谷プロダクション、株式会社インプレオ、日本出版販売、有限会社サン・ブロード、株式会社ゾディアック

## 放送局
| 放送対象地域 | 放送局           | 放送期間                                                   | 放送日時                                                    | 系列                        | 備考                                                |
| ------------ | ---------------- | ---------------------------------------------------------- | ----------------------------------------------------------- | --------------------------- | --------------------------------------------------- |
| 兵庫県       | サンテレビジョン | 2010年7月4日 - 2010年12月26日 2011年1月8日 - 2011年8月25日 | 日曜 22時00分 - 22時30分 （再放送）土曜 7時00分 - 7時30分   | 独立UHF局 （東名阪ネット6） | 共同制作局                                          |
| 三重県       | 三重テレビ放送   | 2010年7月7日 - 2010年12月29日                              | 水曜 24時20分 - 24時50分                                    | 独立UHF局 （東名阪ネット6） | 共同制作局                                          |
| 北海道       | 北海道放送       | 2010年7月8日 - 2011年4月28日                               | 木曜 25時26分 - 26時26分                                    | TBS系列                     | 共同制作局                                          |
| 福岡県       | RKB毎日放送      | 2010年8月8日 - 2011年2月27日                               | 日曜 26時30分 - 26時59分                                    | TBS系列                     | 共同制作局                                          |
| 神奈川県     | テレビ神奈川     | 2010年10月2日 - 2011年3月26日                              | 土曜 22時00分 - 22時30分                                    | 独立UHF局 （東名阪ネット6） | 共同制作局                                          |
| 京都府       | 京都放送         | 2010年10月4日 - 2011年3月28日                              | 月曜 21時20分 - 21時50分                                    | 独立UHF局 （東名阪ネット6） | 共同制作局                                          |
| 千葉県       | 千葉テレビ放送   | 2010年10月4日 - 2011年4月25日 2011年2月6日 - 2011年4月3日  | 月曜 24時30分 - 25時00分 （再放送）日曜 12時00分 - 12時30分 | 独立UHF局 （東名阪ネット6） | 共同制作局                                          |
| 埼玉県       | テレビ埼玉       | 2010年10月5日 - 2011年4月5日                               | 火曜 20時00分 - 20時30分                                    | 独立UHF局 （東名阪ネット6） | 共同制作局                                          |
| 熊本県       | 熊本放送         | 2010年9月27日 - 2011年4月10日                              | 月曜 24時55分 - 25時25分                                    | TBS系列                     |                                                     |
| 石川県       | 北陸朝日放送     | 2010年10月7日 - 2011年3月31日                              | 木曜 25時50分 - 26時20分                                    | テレビ朝日系列              |                                                     |
| 宮城県       | 仙台放送         | 2011年3月6日 - 2012年4月9日                                | 日曜 24時55分 - 25時25分                                    | フジテレビ系列              | スポーツ中継による休止週あり 途中から単発放送に変更 |
| 徳島県       | 四国放送         |                                                            | 不定期放送                                                  | 日本テレビ系列              |                                                     |
| 長崎県       | テレビ長崎       | 2011年4月29日 - 2011年11月11日                             | 金曜 26時05分 - 26時35分                                    | フジテレビ系列              |                                                     |